# 森田米治

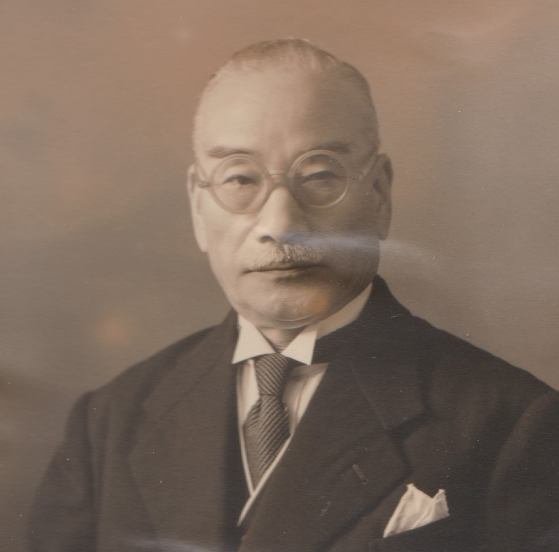
森田米治の写真

森田 米治（もりた よねじ、1888年（明治21年）9月25日 - 1972年（昭和47年）6月8日）は、日本の実業家。奈良県山辺郡都祁村（現・奈良市都祁小山戸町）出身。
1917年（大正6年）に回効散本舗森田製薬所を創業した。

## 経歴
- 奈良県山辺郡都祁村（現・奈良県奈良市都祁小山戸町）で父・久治郎と母、かめの長男として生まれる。幼いころから学問に励み旧制東京府立第一中学校（現・東京都立日比谷高等学校）に入学するために親戚にあたる初代津村重舎（津村順天堂創業者）を頼り上京。ちなみにロート製薬創業者、山田安民は、初代津村重舎の実兄。卒業後、千葉医学専門学校薬学科（現・千葉大学薬学部）入学（後、中退）。勉学に励む傍ら津村順天堂で製薬業を学ぶ。[1][2]
- 1916年（大正5年）独立して東京都中央区新富町に合資会社回効散本舗森田製薬所を創業。鎮痛解熱薬「回効散」を販売。戦時中は軍より指名された軍薬として国内のみならず、国外へも広く供された。[3]
- 「回効散」創製には、佐藤幸吉（佐藤製薬創業者）も、中心人物として深く関わっている。[4]
- 「回効散」が販売開始47年後の1964年2月に発売された医薬専門誌「DRUG magazine」第65号の特集「消費者の常備薬は？」で読売新聞社広告局調査課資料として「鎮痛・鎮静・頭脳薬部門」の東京地区使用世帯数順位8位[注 1]にランクされていることから「DRUG magazine」誌は、「回効散」が根強い人気のロングセラー商品となったと評している[5]
- 森田米治は、1928年（昭和3年）に現在の東京都中央区新富2-4-2に鉄筋コンクリート、地上5階地下1階建ての本社ビルを完成させた。このビルの設計施工者は中央区の（株）竹田組（現・竹田土地建物、元ニューズウィーク編集長、故・竹田圭吾の実家）で同社の記録では「森田製薬所、回効散ビルデング新築工事、97000円、昭和4年」の記録がある。落成時には、近くにある創業200年を超える料亭「松し満（中央区新富2-9-1）」で盛大な落成祝賀会が催された。
- この本社ビルは、その後、第2次世界大戦中に食肉会社に売却。本社は昭和4年頃から自宅として住んでいた約1000坪あった豊島区巣鴨4-195（現・日産自動車販売巣鴨店、豊島区巣鴨4-31-8）へ転居した。[6]
- この旧本社ビルは、その後、所有者が、日本海運、日本興業銀行、全国石油業協同組合連合会、に代わり、最後は、高級ドイツ台所用品を扱う「喜久屋」が所有。老朽化もあり2007年解体。現在は、昭和信用金庫京橋支店となっている。
- この通称、旧回効散ビルは、1928年（昭和3年）建築のビルとしては、非常にモダンな造りで取り壊しが決まった時は、取り壊しを惜しむ建築関係者、マスコミ関係者などが多数、取材に押しかけて名残を惜しんだ。[7][8][9][10][11][12]

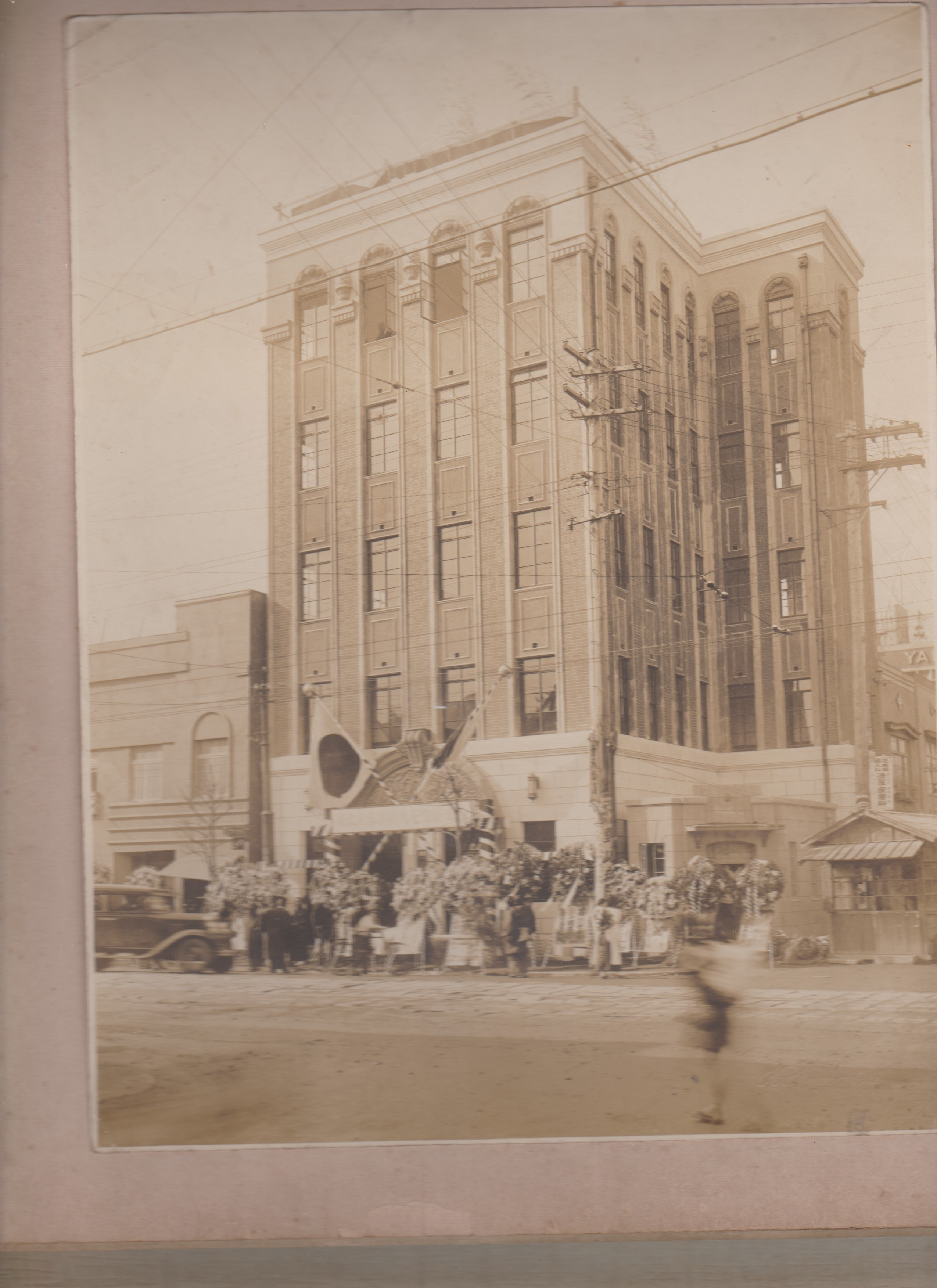
1928年東京都中央区新富町に竣工した森田製薬本社ビル。老朽化の為に2007年解体。最後の所有者は「喜久屋」

- この通称、旧回効散ビルを惜しむ声は建築関係者の間で、かなり高く2008年（平成20年）2月、都立日比谷公園内にある日比谷グリーンサロンで旧回効散ビルの写真展示会が行われた。又、積水ハウスが2008年2月に完成、分譲販売した高級マンション「グランメゾン松濤」（渋谷区神山町20-40、竹中工務店施工）の1階中庭部分と中庭前の通路の壁面に旧回効散ビルのパーツがオブジェとして数点、展示されている。
- 森田米治は信仰心も厚く、自宅庭園にまつってあった江戸時代中期制作といわれる観音石像を駒込にある豊山派真言宗寺院「西福寺（東京都豊島区駒込6-11-4）」に1981年（昭和56年）4月に寄贈。西福寺、山門右手に水子供養の「慈母観音」としてまつられている。
- 宣伝方法は昭和初期には、「東京朝日新聞（現・朝日新聞）」など新聞を中心に宣伝を展開。戦災で資産の大部分を失うことなども有ったが復活。[13]
- その後、テレビ黎明期、「皇太子御成婚番組・これからの皇室のあり方座談会」や漫才師コロムビア・トップ・ライト司会の歌番組「歌の花束」を提供。
- 1955年（昭和30年）湿気が原因の不良品が発生。これが会社経営に大損害を与えた。さらに「回効散」に続いて発売した胃腸薬「ストーエル」、養毛剤「Vトニック（東京製薬名義で発売）」の不振で、経営が下降線をたどり始めた。
- 1961年（昭和36年）頃から親戚にあたる津村家の「津村順天堂（現・ツムラ）」に支援を依頼。
- 津村順天堂主体の経営再建にあたり、創業者で会長の森田米治は、責任を取り引退。津村順天堂取締役の蜂須茂や津村慎、津村重孝の津村勢と米治の長男、森田重太郎、娘婿の北村壮一郎が主体となり再建に当たった。[14]

## 関与した要職
- 東京都公立小学校PTA協議会初代会長（昭和32年 - 昭和36年）
- 東京都豊島区公立小学校PTA連合会初代会長
- 東京都豊島区立朝日小学校PTA初代会長
- 東京都豊島区消防団2代目団長（昭和24年7月17日 - 昭和30年5月24日）[15]
- 東京都豊島区防火協会3代目会長（昭和30年5月5日 - 昭和34年5月20日）[16]
- 東京都豊島区保護観察協会長
- 東京都豊島区検察審査会長
- 東京都豊島区民生委員推薦会委員長
- 善行会東京都豊島区本部長
- 日本安全会東京都審査会長
- 東京都社会教育審議会専門委員
- 日本女子大学泉会理事
- 東京都豊島法人会専務理事
- 恩賜財団同胞援護会副会長

1973年（昭和48年）に、一時は再建を果たした回効散本舗森田製薬も石油ショックや社長になっていた長男、森田重太郎の高齢化もあり、1998年（平成10年）、ライセンスを「龍角散」に売却。廃業した。
しかし「龍角散」では、「処方が古く現在の製造規格にあっていない為にラインに乗せることが出来ず、販売する予定はない。」とのこと。
森田米治は80歳を過ぎてから脳梗塞を数回発症。1972年（昭和47年）6月8日、満83歳で逝去した。葬儀は元東京都豊島区長、須藤喜三郎を葬儀委員長に盛大に行われ東京都営雑司が谷霊園に埋葬された。

## 批評
元東京都豊島区長の日比寛道は「第二次世界大戦後の混乱した中で豊島区の区政発展、特に戦後教育復興には多額の私財まで投じて今日の基礎を築いた。」と評している。